# 발도
발미로 로페스 로차(Valmiro Lopes Rocha, 1981년 4월 23일, 비얄블리노~ )는 발도라는 이름으로 잘 알려진 스페인 태생 카보베르데의 전 축구 선수로 현역 시절 미드필더로 활동했으며 스페인 U-21 대표팀 출신이기도 하다.

## 클럽 경력

### 레알 마드리드
1981년 4월 23일 스페인 비야블리노에서 태어나 1993년부터 2001년까지 CF 포수엘로 유스팀에서 활동하다가 2001년 레알 마드리드 산하 리저브팀이자 당시 세군다 디비시온 B 소속팀인 레알 마드리드 카스티야에서 본격적인 선수 생활을 시작했다.
이후 2002-03 시즌까지 리그 60경기 8골을 기록하며 2001-02 시즌 세군다 디비시온 B 3조 우승에 기여했고 레알 마드리드 카스티야에서 뛰던 2001-02 시즌에는 1군 소속으로 라리가, 코파 델 레이, UEFA 챔피언스리그 등 공식 리그 및 컵대회 3경기에 출전하며 2001-02년 UEFA 챔피언스리그 우승을 경험하기도 했다.

### CA 오사수나
2002-03 시즌이 진행 중이던 2003년 1월 레알 마드리드를 떠나 같은 라리가팀인 CA 오사수나로 임대 이적 후 13경기 1골의 준수한 성적을 남겼고 2002-03 시즌이 종료된 뒤 완전 이적하여 2006-07 시즌까지 공식전 129경기 22골로 2004-05 시즌 코파 델 레이 준우승, 라리가 2005-06 4위 및 2006-07년 UEFA 챔피언스리그 3차 예선 진출 등에 기여하며 오사수나의 핵심 미드필더로 활약했다.

### RCD 에스파뇰
2006-07 시즌 종료 후 오사수나를 떠나 RCD 에스파뇰로 이적하여 2008-09 시즌까지 2시즌동안 공식전 50경기 7골을 기록하며 2008-09 시즌 코파 델 레이 8강 진출에 기여했다.

### 말라가 CF
2009-10 시즌을 앞둔 2009년 7월 14일 말라가 CF로 이적하여 2009-10 공식전에서 22경기 2골을 기록했다.

### 레반테 UD
2009-10 시즌을 마친 뒤 레반테 UD로 이적하여 2010-11 시즌에서는 33경기 2골을 기록했고 차기 시즌인 2011-12 시즌에서는 35경기 6골을 터뜨리며 레반테 구단 역사상 6위라는 라리가 역대 최고 성적과 2011-12 시즌 코파 델 레이 8강 진출 등에 이바지했다.
그 후 멕시코 2부 리그인 아센소 MX의 아틀란테 FC 입단을 통해 스페인 리그를 잠시 떠나 멕시코 리그에 진출했지만 2012-13 시즌 공식전 6경기 출장에 그치면서 레반테로 다시 복귀했고 레반테로 복귀한 이후 공식전 16경기에 출전하며 2012-13년 UEFA 유로파리그 16강 진출이라는 레반테 구단 역사상 유럽 클럽 대항전 역대 최고 성적에 기여했다.

### 아스테라스 트리폴리스
2012-13 시즌을 마친 후 그리스 수페르리가 엘라다의 아스테라스 트리폴리스로 이적하여 비록 2013-14 시즌 리그 9경기 출전에 그쳤지만 팀의 리그 5위 및 2014-15년 UEFA 유로파리그 2차 예선 진출에 조금이나마 일조했다.

### 이후의 행적
2013-14 시즌을 마치고 그리스를 떠난 이후 라싱 산탄데르(세군다 디비시온), ATK(인도 슈퍼리그), CA 레알타드, 페냐 스포르트, CD 이사라(이상 세군다 디비시온 B) 등에서 활동하다가 2019-20 시즌을 끝으로 19년간의 선수 생활을 마감했다.

## 국가대표팀 경력

### 카보베르데 A대표팀
스페인 U-21 대표팀의 일원으로 2003년에만 6경기 3골을 터뜨렸고 그로부터 8년이 지난 2011년 8월 30세의 늦은 나이로 카보베르데 A대표팀에 첫 발탁되었다.
그리고 같은 해 9월 3일 말리와의 2012년 아프리카 네이션스컵 예선 A조 5차전에서 국제 A매치 데뷔전을 치렀고 한달 뒤인 10월 8일 짐바브웨와의 최종전에서 A매치 데뷔골을 터뜨리며 팀의 2-1 승리에 일조했지만 그 이후에는 단 한번도 대표팀에 발탁되지 못했다.

## 수상

### 클럽
레알 마드리드
- UEFA 챔피언스리그 : 우승 (2001-02)

 CA 오사수나
- 라리가 : 4위 (2005-06)
- 코파 델 레이 : 준우승 (2004-05), 4강 (2002-03)